# エフタル

エフタル
Hephthalite

エフタルの版図、500年ごろ

エフタル（英: Hephthalite；パシュトー語: هپتالیان；バクトリア語：ηβοδαλο；ラテン文字転写：Ebodalo）は、5世紀から6世紀にかけて中央アジアに存在した国家の一つで、エフタル人によって建国された遊牧国家である。名称は史料によって異なり、インドではフーナ (Hūna)，シュヴェータ・フーナ （白いフン）、サーサーン朝ではスペード・フヨーン（白いフン）、ヘテル (Hetel)、ヘプタル (Heptal)、東ローマ帝国ではエフタリテス (Ephtalites)、アラブではハイタール (Haital)、アルメニアではヘプタル (Hephtal)，イダル (Idal)，テダル (Thedal) と呼ばれ、中国史書では嚈噠（ようたつ、Yàndā），囐噠（ようたつ、Yàndā），挹怛（ゆうたつ、Yìdá），挹闐（ゆうてん、Yìtián）などと表記される。また、「白いフン」に対応する白匈奴の名でも表記される。

## 概要
5世紀中頃に現在のアフガニスタン東北部に勃興し、周辺のクシャーナ朝後継勢力（キダーラ朝）を滅ぼしてトハリスタン（バクトリア）、ガンダーラを支配下に置いた。これによりサーサーン朝と境を接するようになるが、その王位継承争いに介入してサーサーン朝より歳幣を要求するほどに至り、484年には逆襲をはかって侵攻してきたサーサーン朝軍を撃退するなど数度に渡って大規模な干戈を交えた。さらにインドへと侵入してグプタ朝を脅かし（貨幣学においてこの集団は「アルハン」(Alkhan)と呼ばれる）、その衰亡の原因をつくった。

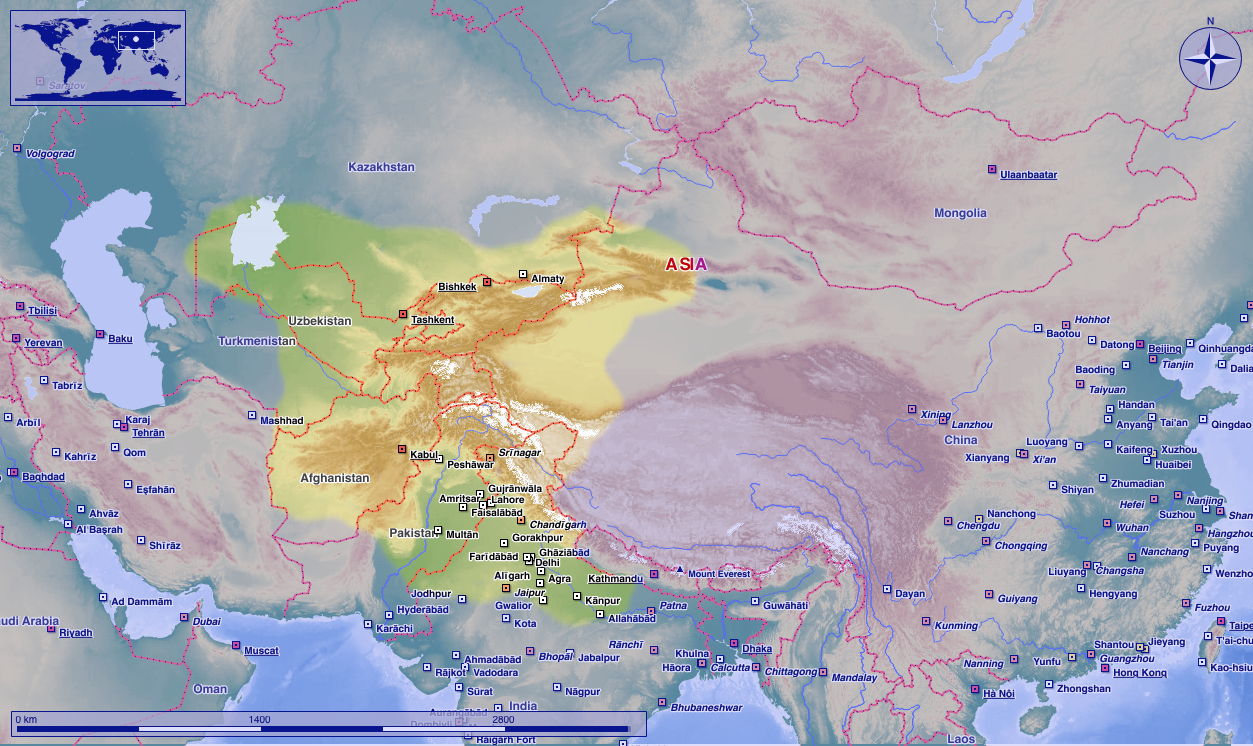
エフタルの最大版図（520年頃）

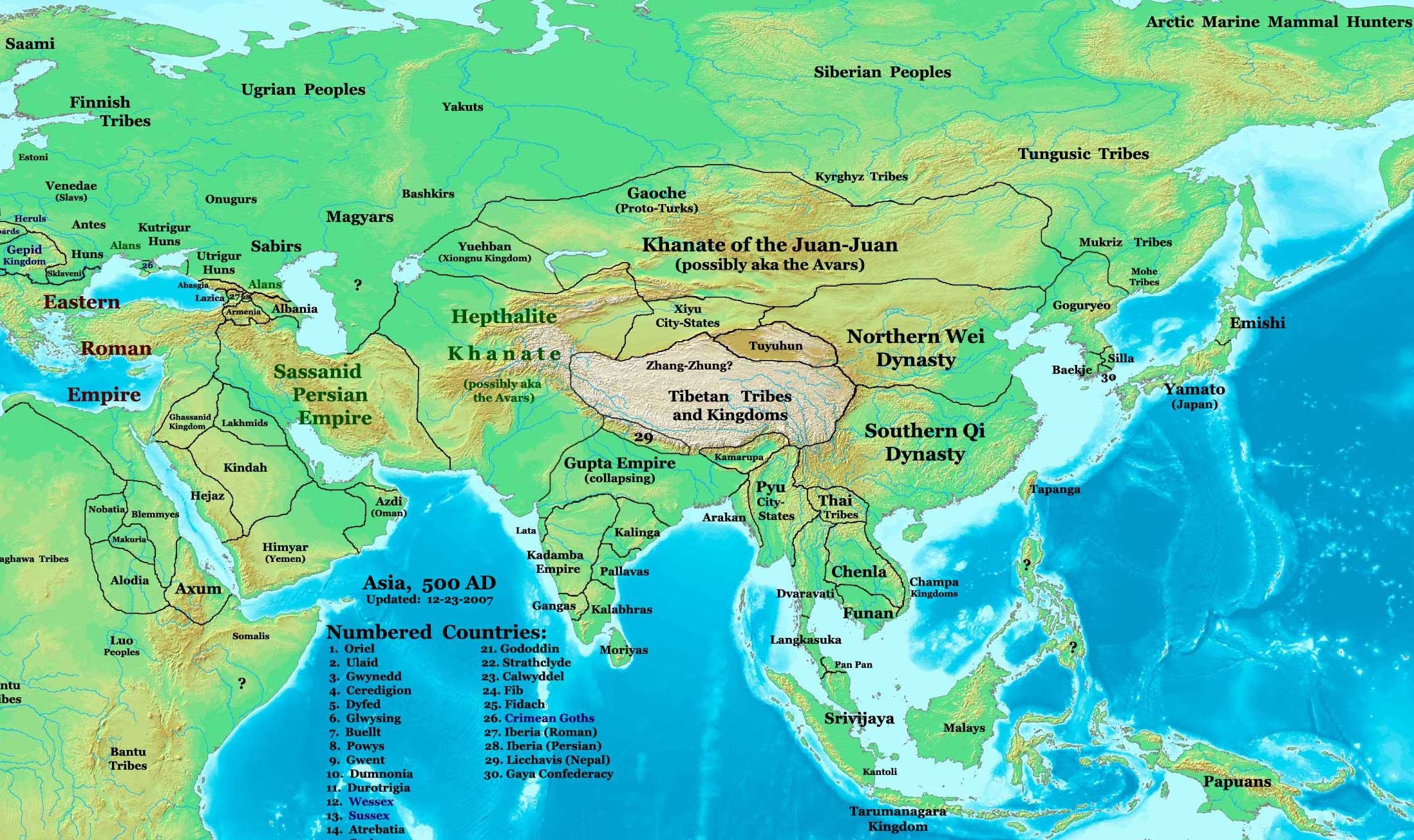
5世紀、エフタルと周辺国。Khanate of the Juan-Juan=柔然、Yuehban=悦般、Hepthalite Khanate=エフタル、Sassanid Persian Empire=サーサーン朝

6世紀の前半には中央アジアの大部分を制覇する大帝国へと発展し、東はタリム盆地のホータンまで影響力を及ぼし、北ではテュルク系の鉄勒と境を接し、南はインド亜大陸北西部に至るまで支配下においた。これにより内陸アジアの東西交易路を抑えたエフタルは大いに繁栄し、最盛期を迎えた。
しかしその後6世紀の中頃に入ると、鉄勒諸部族を統合して中央アジアの草原地帯に勢力を広げた突厥の力が強大となって脅かされ、558年に突厥とサーサーン朝に挟撃されて10年後に滅ぼされた。エフタルの支配地域は、最初はアム川を境に突厥とサーサーン朝の間で分割されたが、やがて全域が突厥のものとなり、突厥は中央ユーラシアを覆いつくす大帝国に発展した。

## 名称
『新唐書』西域伝下において、「もともと嚈噠（ようたつ）とは王姓であり、嚈噠の後裔がその姓をもって国名としたため、のちに訛って挹怛（ゆうたつ）となった」とあり、エフタルの語源はその王姓が元となったという。
また、インド（グプタ朝）やペルシア（サーサーン朝）ではシュヴェータ・フーナ、スペード・フヨーンなど、“白いフン”を意味する呼び名で呼んでいた。
近年、貨幣学においては、これまで一括りにエフタルとされてきた集団を、「アルハンAlkhan」と「（正統）エフタル (Genuine) Hephthalites」に分けて考えるべきであることが主張されている。

## 歴史

### 起源
エフタルの起源は東西の史料で少々異なり、中国史書では「金山（アルタイ山脈）から南下してきた」とし、西方史料の初見はトハリスタン征服であり「バダクシャン（パミール高原とヒンドゥークシュ山脈の間）にいた遊牧民」としている。

### 中央アジア・インドを支配
410年からトハリスタン、続いてガンダーラに侵入（彼らはインド・エフタルとして知られるようになる）。
425年、エフタルはサーサーン朝に侵入するが、バハラーム5世（在位：420年 - 438年）により迎撃され、オクサス川の北に遁走した。
アルハン（インドの史料では「フーナ hūna」）はクマーラグプタ1世（在位: 415年頃 - 455年）のグプタ朝に侵入し、一時その国を衰退させた。また、次のスカンダグプタの治世（435年–467年もしくは455年–456年/457年）にも侵入したが、スカンダグプタに防がれた。
サーサーン朝のペーローズ1世（在位: 459年–484年）はエフタルの支持を得て王位につき、その代償としてエフタルの国境を侵さないことをエフタル王のアフシュワル（アフシュワン）に約束したが、その後にペーローズ1世は約束を破ってトハリスタンを占領した。アフシュワルはペーローズ1世と戦って勝利し、有利な講和条約を結ばせ、ホラーサーン地方を占領した。484年、アフシュワルはふたたび攻めてきたサーサーン朝と戦い、この戦闘でペーローズ1世を戦死させた。
エフタルは高車に侵攻し、高車王の阿伏至羅の弟である窮奇を殺し、その子の弥俄突らを捕えた。
ブダグプタ（在位：476年頃 - 495年頃）の時代、アルハンの大王トラマーナ(Toramāṇe)がエーランを中心に「王の中の王」を名乗り、グプタ朝に侵入した。
508年4月、エフタルがふたたび高車に侵攻したので、高車の国人たちは弥俄突を推戴しようと、高車王の跋利延を殺し、弥俄突を迎えて即位させた。
515年、トラマーナがプラカーシャダルマンに敗れる。
516年、高車王の弥俄突が柔然可汗の醜奴（在位: 508年–520年）に敗北して殺されたため、高車の部衆がエフタルに亡命してきた。
ガンダーラ・北インドを支配したアルハンでは、トラマーナの子ミヒラクラ（Mihirakula、在位512年–528年頃）の代に、大規模な仏教弾圧が行なわれた（インドにおける仏教の弾圧#ミヒラクラ王の破仏参照）。
520年、北魏の官吏である宋雲と沙門の恵生は、インドへ入る前にバダフシャン付近でエフタル王に謁見した。 
523年、柔然可汗の婆羅門は姉3人をエフタル王に娶らせようと、北魏に対して謀反を起こしエフタルに投降しようとしたが、北魏の州軍によって捕えられ洛陽へ送還された。
北魏の太安年間（455年 - 459年）からエフタルは北魏に遣使を送って朝貢するようになり、正光（520年 - 525年）の末にも師子を貢納し、永熙年間（532年 - 534年）までそれが続けられた。
533年頃、マールワー王ヤショーダルマンがアルハン王ミヒラクラを破る。ミヒラクラはカシミールに逃亡した。
546年と552年に、エフタルは西魏に遣使を送ってその方物を献上した。

### 衰退と滅亡
558年、エフタルは北周に遣使を送って朝献した。この年、突厥の西方を治める室点蜜（イステミ）がサーサーン朝のホスロー1世（在位：531年 - 579年）と協同でエフタルに攻撃を仕掛け（ブハラの戦い）、徹底的な打撃を与えた。これによってエフタルはシャシュ（石国）、フェルガナ（破洛那国）、サマルカンド（康国）、キシュ（史国）を突厥に奪われてしまう。
567年頃までに室点蜜はエフタルを滅ぼし、残りのブハラ（安国）、ウラチューブ（曹国）、マイマルグ（米国）、クーシャーニイク（何国）、カリズム（火尋国）、ベティク（戊地国）を占領した。
隋の大業年間（605年 - 618年）に、エフタルは中国に遣使を送って方物を貢納した。
エフタル国家の滅亡後も、エフタルと呼ばれる人々が存続し、588年の第一次ペルソ・テュルク戦争や619年の第二次ペルソ・テュルク戦争に参戦していたが、8世紀ごろまでに他民族に飲み込まれて消滅した。

## 政治体制
中国の史書の『魏書』列伝第九十（西域伝）には、嚈噠（エフタル）国の政治体制などについて、次のとおり記す。

## 王・王妃の姿
中国北魏からエフタルに使節として旅行し、北魏孝明帝の神亀2年（519年）10月上旬にエフタル国に入国し、その後、国王に会見した宋雲がまとめた記録『宋雲行紀』の第2章には、エフタル王やエフタル王妃の姿を、次のとおり記す。

## 習俗

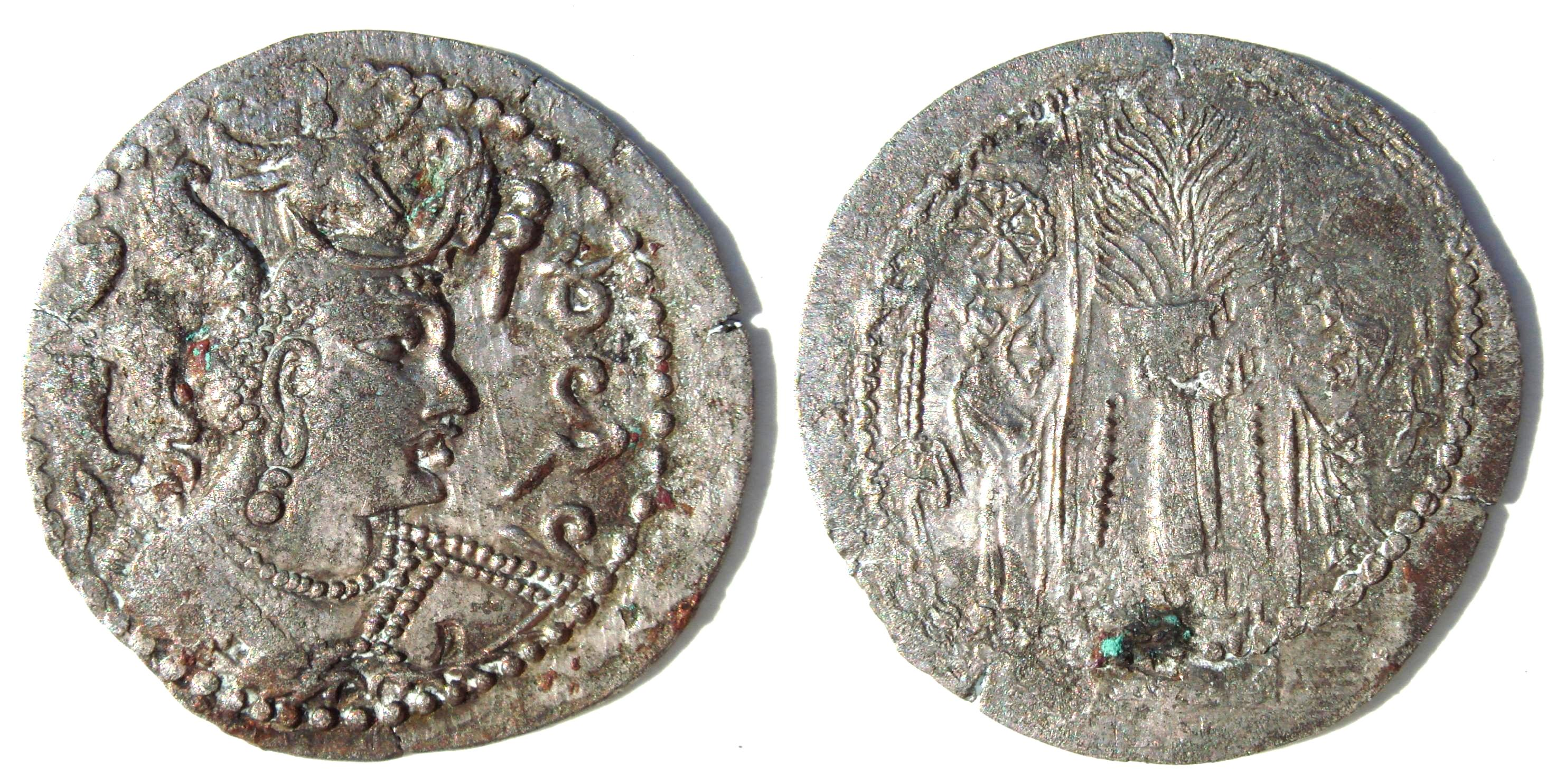

中国の史書の『魏書』列伝第九十（西域伝）には、嚈噠（エフタル）国の習俗などについて、次のとおり記す。
プロコピオスの『戦史』では、フンの一派であるが遊牧民ではなく、生活様式も同族のものとは似ていない、としている。

## 言語系統
中国史書では「大月氏の同種もしくは高車（テュルク系）の別種で、習俗は吐火羅と同じくする」と記し、また「元々の出自を車師または高車または大月氏の同種」とも記す、加えて「言語は蠕蠕（東胡系）、高車及び諸胡（テュルク系）と異なる」と記しており、研究者の見解も様々ある。
- イラン系説…榎一雄は「トハリスタンのある地方から出たイラン系の民族ではないか」としており、R・ギルシュマンもエフタルコインを分析して「その言語は東イラン語ではないか」としている。
- テュルク系説…ヴィレム・フォーヘルサングは「エフタルは本来アルタイ語を話す民族であるが、少なくとも上流階級は占領地のバクトリア語を使用したのではないか」としている[22]。

## エフタル≠嚈噠説
中国の王徳龍は「漢籍の嚈噠は学者たちから言われている西方史料のHephthalitesではなく、この二つの種族はまったく違うものである。西方史料のHephthalitesは中国古代史書『魏書』中の大月氏寄多羅（キダーラ朝）の後代であり、なおかつ『魏書』中の大・小月氏は漢代の小月氏の後代である。『魏書』中の大・小月氏は約4世紀末か5世紀の初期に中央アジアに南下した。Hephthalitesは文字を持ち、なおかつ仏教を信仰する種族である」とし、エフタルと嚈噠が異なる民族であると説いている。

## アルハン・フーナの諸王
以下はノルウェーの実業家マーティン・スコイエン (Schøyen) が収集する1枚の銅板銘文 (Copper scroll inscription) によるもの。銘文での彼らの称号は大王(mahāṣāhi)とある。トラマーナのみは天王 (devarāja)とある。
- ヒーンギーラ(khīṅgīla)
- トラマーナ(Toramāṇe)
  - ミヒラクラ・・・トラマーナの子
- メハマ(mehama)
- ジャヴーカ(javūkha)・・・サーダヴィーカ (sādavīkha)の子

ドイツの研究者G.メルツァー(Gudrun Melzer)はヒーンギーラ、メハマ、ジャヴゥーカ、トラマーナ (Khīṅgīla, Mehama, Javūkha, Toramāna) の4人のアルハン・フン王が地域を分けて同時に統治し、そのうち少なくともメハマ王の支配の範囲がヒンドゥークシュ山脈の北側にまで広がっていたとする。